# Eudorylas phatnomus
Eudorylas phatnomus är en tvåvingeart som först beskrevs av Hardy 1968.  Eudorylas phatnomus ingår i släktet Eudorylas och familjen ögonflugor. Inga underarter finns listade i Catalogue of Life.